# Dianthus kusnezowii
Dianthus kusnezowii là loài thực vật có hoa thuộc họ Cẩm chướng. Loài này được Marcow. mô tả khoa học đầu tiên năm 1923.